# 405
Cette page concerne l'année 405  du calendrier julien. Pour l'année 405 av. J.-C., voir 405 av. J.-C. Pour le nombre 405, voir 405 (nombre). Pour les autres significations, voir 405 (homonymie).
L'année 405 est une année commune qui commence un dimanche.

## Événements
- 1er janvier : début du consulat d'Anthémius et de Stilicon[1].
  - Guerre de Radagaise: Stilicon nommé consul, est chargé de défendre l’Italie envahie par une armée de Germains (Goths, Burgondes, Suèves, Vandales), d'Iraniens (Alains) et de Celtes conduits par le chef germain Radagaise. Florence est assiégée (405-406). Stilicon doit demander l’aide du chef goth Sarus et du hun Uldin, leur promettant argent et butin. Il dispose de seulement 30 000 hommes pour battre Radagaise. Pour sauver l’Italie, il a dû dégarnir les provinces, ce qui entraînera l’évacuation de la Bretagne (410) et l’affaiblissement de la frontière rhénane, qui rendra possible la ruée de 406.
- 12 février : édit d'union de l'empereur Honorius contre le Donatisme[2]. En Afrique, Augustin d'Hippone parvient à faire admettre que le donatisme est une hérésie.
- Première mention des Khitans par les chroniques chinoises en 405-406. Ils nomadisent sur les bords du Kara-muren, et font partie de la confédération Donghu (Tong-hou)[3].
- Les Huns parviennent en Pannonie[4].

- Invention de l’alphabet arménien par le moine Saint Mesrob Machtots[5]. Auparavant, les Arméniens utilisaient le grec comme langue littéraire et le persan comme langue administrative. Le premier ouvrage original écrit en arménien est la vie de Mesrob Machtots.

## Naissances en 405
- Ricimer, général de l'Empire romain d'Occident (date approximative).
- Salvien de Marseille, auteur latin chrétien (date approximative).
- Cadeyrn Fendigaid, roi de Powys.

## Décès en 405
- 15 mars : Richū, empereur du Japon.
- 11 novembre : Arsace de Tarse, patriarche de Constantinople.
- Niall des Neuf Otages, premier roi d’Irlande.
- Théon d'Alexandrie, dernier directeur du Musée de la Bibliothèque d'Alexandrie.